# 1955 في تونس
فيما يلي قوائم الأحداث التي وقعت خلال عام 1955م في تونس.